# Myopa sinensis
Myopa sinensis är en tvåvingeart som beskrevs av Chen 1939. Myopa sinensis ingår i släktet Myopa och familjen stekelflugor. Inga underarter finns listade i Catalogue of Life.